# レオナルド・スアレス
レオ・スアレス（Leo Suárez）ことレオナルド・ガブリエル・スアレス（Leonardo Gabriel Suárez、1996年3月30日 - ）は、アルゼンチン・ブエノスアイレス州サン・マルティン出身のサッカー選手。リーガMX・UNAM所属。ポジションはフォワード。

## 経歴

### クラブ
ブエノスアイレス州のサン・マルティンに生まれ、2002年、6歳の時に地元の名門クラブであるボカ・ジュニアーズの下部組織に加入する。2014年9月9日、2-0で勝利したCAティグレ戦でトップチームデビューを果たす。
2015年12月10日、リーガ・エスパニョーラのビジャレアルに移籍した。しかし、移籍後すぐに経験を積ませる目的でリザーブチームへと回された。2016年12月17日、スポルティング・デ・ヒホンとのリーグ戦でトップチームデビュー。
2018年8月19日、バリャドリードへ期限付き移籍。
2019年1月、マヨルカにシーズン終了まで期限付き移籍し、マヨルカの1部昇格に貢献した。
2020年1月12日、クラブ・アメリカに移籍した。

### 代表
2015年1月、ウルグアイで開催される2015 南米ユース選手権を戦うU-20アルゼンチン代表に招集された。18日、ペルーとの試合で後半からアンヘル・コレアと交代で大会デビューを飾ると、ジョバンニ・シメオネへのアシストと、自身初得点を挙げた。また、4日後のボリビア戦では総得点の3点すべてをアシストし、大会通算3試合出場1得点4アシストを記録し、チームの優勝に貢献した。